# Pcilnîkî, Sovietskîi
Pcilnîkî (în ucraineană Пчільники) este un sat în comuna Zavitne din raionul Sovietskîi, Republica Autonomă Crimeea, Ucraina.

## Demografie
Componența lingvistică a localității Pcilnîkî
     Rusă (66,87%)
     Tătară crimeeană (14,71%)
     Ucraineană (9,44%)
     Alte limbi (1,08%)
Conform recensământului din 2001, majoritatea populației localității Pcilnîkî era vorbitoare de rusă (66,87%), existând în minoritate și vorbitori de tătară crimeeană (14,71%) și ucraineană (9,44%).